# Christophe Espagnon
Christophe Espagnon, né le 6 janvier 1976 à Talence, est un skipper français.
Il est onzième en Tornado mixte aux Jeux olympiques d'été de 2008. Il est troisième du championnat d'Europe de Tornado 2004, médaillé de bronze du championnat du monde de Tornado en 2005 et médaillé de bronze du championnat d'Europe de Tornado en 2007.